# Skokan zelený
Skokan zelený (Pelophylax esculentus, dříve Rana esculenta) je hybrid skokana skřehotavého a krátkonohého. Rozšířen je od Francie až po Volhu. V Česku je chráněný zákonem jako silně ohrožený druh.

## Taxonomie
Skokan zelený se dříve řadil do rodu Rana a označoval se Rana esculenta. Dnes se často řadí do rodu Pelophylax a označuje se Pelophylax esculentus. Někdy se mezi rodové a druhové jméno vkládá zkratka „kl.“, která značí slovo klepton. Klepton je poměrně nová taxonomická kategorie, která zahrnuje tzv. hybridogenní hybridy a také gynogenetické formy. K synonymům podle NCBI patří:
- Pelophylax esculentus
- Pelophylax kl. esculentus
- Rana esculenta synklepton
- Rana synklepton esculenta
- Rana klepton esculenta
- Rana kl. esculenta
- Rana lessonae x Rana ridibunda

## Vzhled a chování

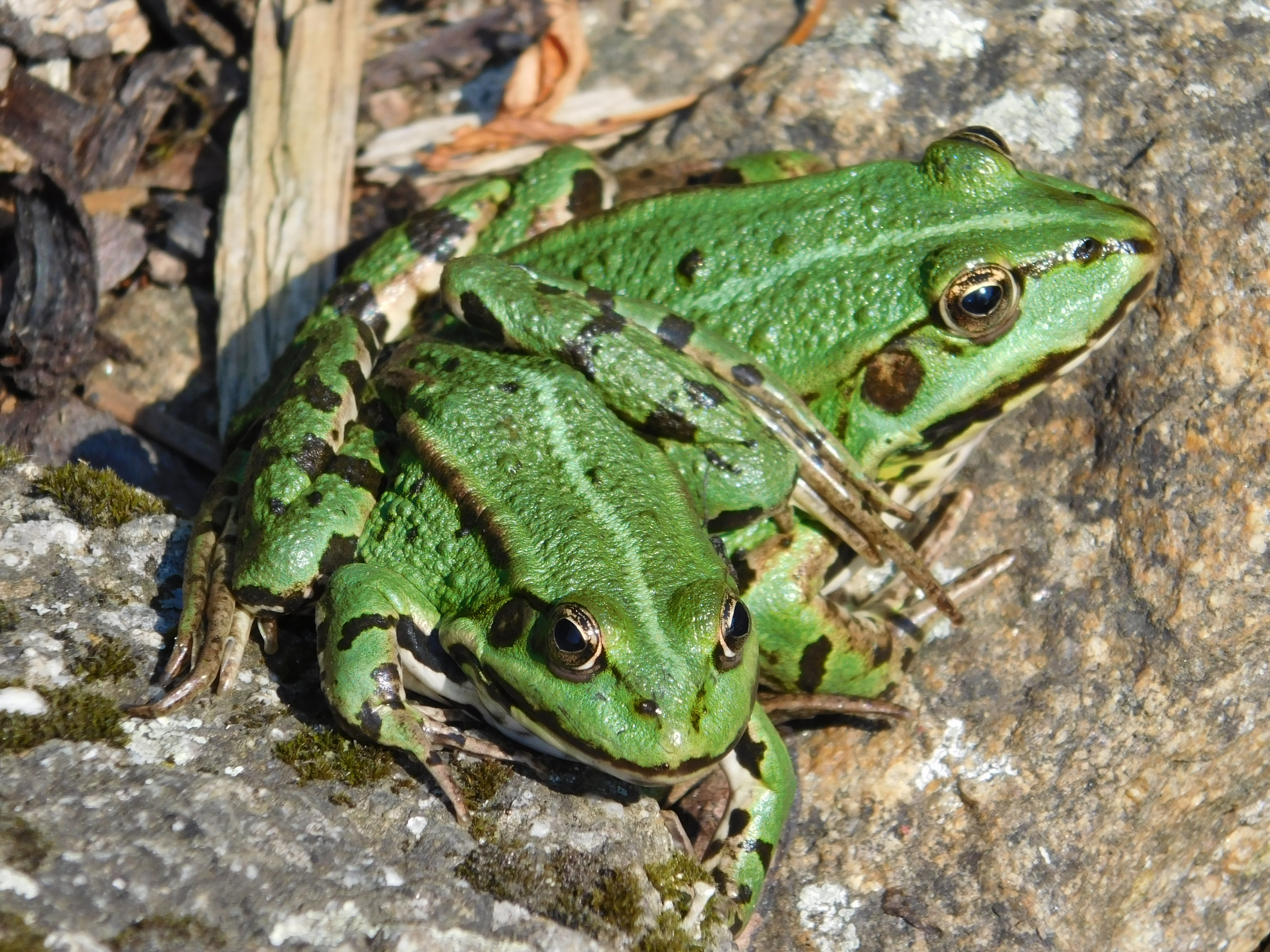
Dva skokani zelení sedící na kameni

Typické pro tohoto skokana je, že tvoří přechod mezi oběma rodičovskými druhy, jejichž křížením vznikl. Skokan zelený je například menší než skokan skřehotavý, ale větší než skokan krátkonohý. Samci dorůstají velikosti 8,5 cm; samice až 10 cm. Zbarvením je podobný skokanu krátkonohému. Oči mají tmavě hnědou duhovku, v období páření se však mění u samic na žlutou či žlutohnědou a u samců na zelenožlutou až světle hnědožlutou. Má viditelné ušní bubínky a samci mají také rezonanční měchýřky. Určování je však velmi složité; jednotlivé typy kříženců se od sebe také velice liší. Některé formy jsou podobné více skokanu skřehotavému, jiné stojí uprostřed a další jsou velice podobné skokanu krátkonohému.
Skokan zelený zimuje na souši nebo ve vodě, vylézá již v dubnu, o pár měsíců později se páří na rozmnožišti. Často se množí s rodičovskými druhy. Ozývá se rychlým kuoooooór až kvóóóóór. Rád se vyhřívá v mělké vodě. Živí se drobnými bezobratlými, výjimečně také obratlovci. Za určitých podmínek dokáže skočit až metr daleko. Žije hlavně v nížinách; ale neplatí to stoprocentně.

## Hybridní původ
Jak již bylo řečeno, skokan zelený není druh, nýbrž hybrid, a to tzv. hybridogenní hybrid, protože se díky zvláštnímu typu tvorby pohlavních buněk udržuje stále v první filiální (F1) generaci. Konkrétně je možné říci, že samice (ač jsou hybridního původu) vytvářejí vajíčka, která nikdy neobsahují genetický materiál svého otce. Tato vajíčka však mohou být oplodněna rodičovským druhem, z něhož pocházel otec samičky, načež se z těchto vajíček vylíhnou opět hybridi, kteří budou klást vajíčka s genetickou informací pouze své matky. Toto je však pouze základní schéma jevu, který je u skokanů ve skutečnosti mnohem složitější.
U skokanů zelených se rozmnožování často účastní i samci skokana zeleného. Například populace v Poodří tvořená pouze samci využívá k rozmnožování samic skokana skřehotavého. Z jiných studií je zase známo, že hybridogenní systém je u skokanů zelených „neúplný“, říká se, že tzv. netěsní. Během vzniku pohlavních buněk občas totiž dojde k rekombinaci („prohození“) jedné části genomu otce s genomem matky, čímž se přece jenom může otec podílet na genetickém materiálu svých budoucích vnuků. Další raritou je fakt, že skokan zelený se někdy může rozmnožovat i sám, rozuměj bez svých rodičovských druhů. V některých evropských severních a západních populacích totiž produkují skokani zelení haploidní i diploidní gamety a jejich různou kombinací mohou opět vzniknout skokani zelení s různou ploidií. To je ovšem další zajímavá skutečnost: v populacích skokanů zelených se často vyskytnou různé triploidní formy, tedy jedinci s třemi sadami chromozomů.